# Estación de Colombia
Colombia es una estación de las líneas 8 y 9 del Metro de Madrid situada bajo la calle Príncipe de Vergara entre la Plaza de la República Dominicana y la intersección con la calle Colombia, en el barrio de Hispanoamérica (distrito Chamartín).

## Historia

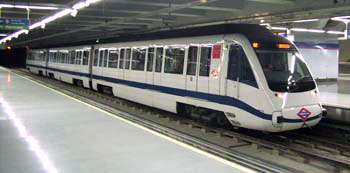
Andén de la estación de Colombia.

La estación abrió al público el 30 de diciembre de 1983 junto con la prolongación del tramo norte de la línea (Avenida de América - Plaza de Castilla), siendo entonces parte de la línea 9b hasta que el 24 de febrero de 1986 pasó a formar parte de la línea 9. Durante casi 20 años fue una estación sin transbordo, cuyos andenes se situaban (y así siguen los de la línea 9) siguiendo el eje de la calle Príncipe de Vergara y con dos vestíbulos, norte y sur con una boca de acceso cada uno.
En 2001 la estación se cerró al público junto con las interestaciones hacia Concha Espina y Pío XII para llevar a cabo las obras de construcción de la nueva estación de la línea 8, ejecutada entre pantallas con un vaciado importante del subsuelo. Los andenes nuevos quedan bajo la calle Colombia, siendo perpendiculares a los de la línea 9.
Con las obras se modificaron los accesos, desapareciendo la boca de acceso sur y dicho vestíbulo y desapareciendo el vestíbulo norte al quedar un vestíbulo único encima de los andenes de la línea 8 que dirige hacia las cuatro bocas de acceso. También se instalaron ascensores en toda la estación siendo ahora accesible para personas con movilidad reducida y se cambiaron las bóvedas y paredes por vítrex blanco-azulado.
La estación de línea 9 reabrió al público con sólo el vestíbulo norte en funcionamiento a principios de 2002, clausurándose dicho vestíbulo para poner el servicio la nueva línea y el nuevo vestíbulo el 22 de mayo de 2002, momento en que la estación pasa a tener dos líneas.
Entre el 1 y el 31 de agosto de 2021, actuó como cabecera de la línea 9 por el cierre del tramo Plaza de Castilla-Colombia, cortado por obras. Se estableció un Servicio Especial de autobús gratuito entre ambas estaciones.
Entre el 13 de febrero y el 28 de mayo de 2022, actuó como cabecera de la línea 8 por el cierre del tramo Colombia-Mar de Cristal, cortado por obras. Se estableció un Servicio Especial de autobús gratuito entre ambas estaciones. El servicio en la línea 9 se prestó sin alteraciones.
Entre el 5 de agosto y el 7 de septiembre de 2023, actuó como cabecera de la línea 9 por el cierre del tramo Colombia-Príncipe de Vergara, cortado por obras. Se estableció un Servicio Especial de autobús gratuito entre ambas estaciones.

## Accesos
Vestíbulo República Dominicana
- Príncipe Vergara, pares - Colombia C/ Príncipe de Vergara, 260
- Príncipe Vergara, impares - Colombia C/ Príncipe de Vergara, 261
- Príncipe Vergara, pares - Pza. Rep. Dominicana C/ Príncipe de Vergara, 266
- Príncipe Vergara, impares - Pza. Rep. Dominicana C/ Príncipe de Vergara, 273
- Ascensor C/ Colombia, 5 (próxima a Pza. República del Ecuador)

## Líneas y conexiones

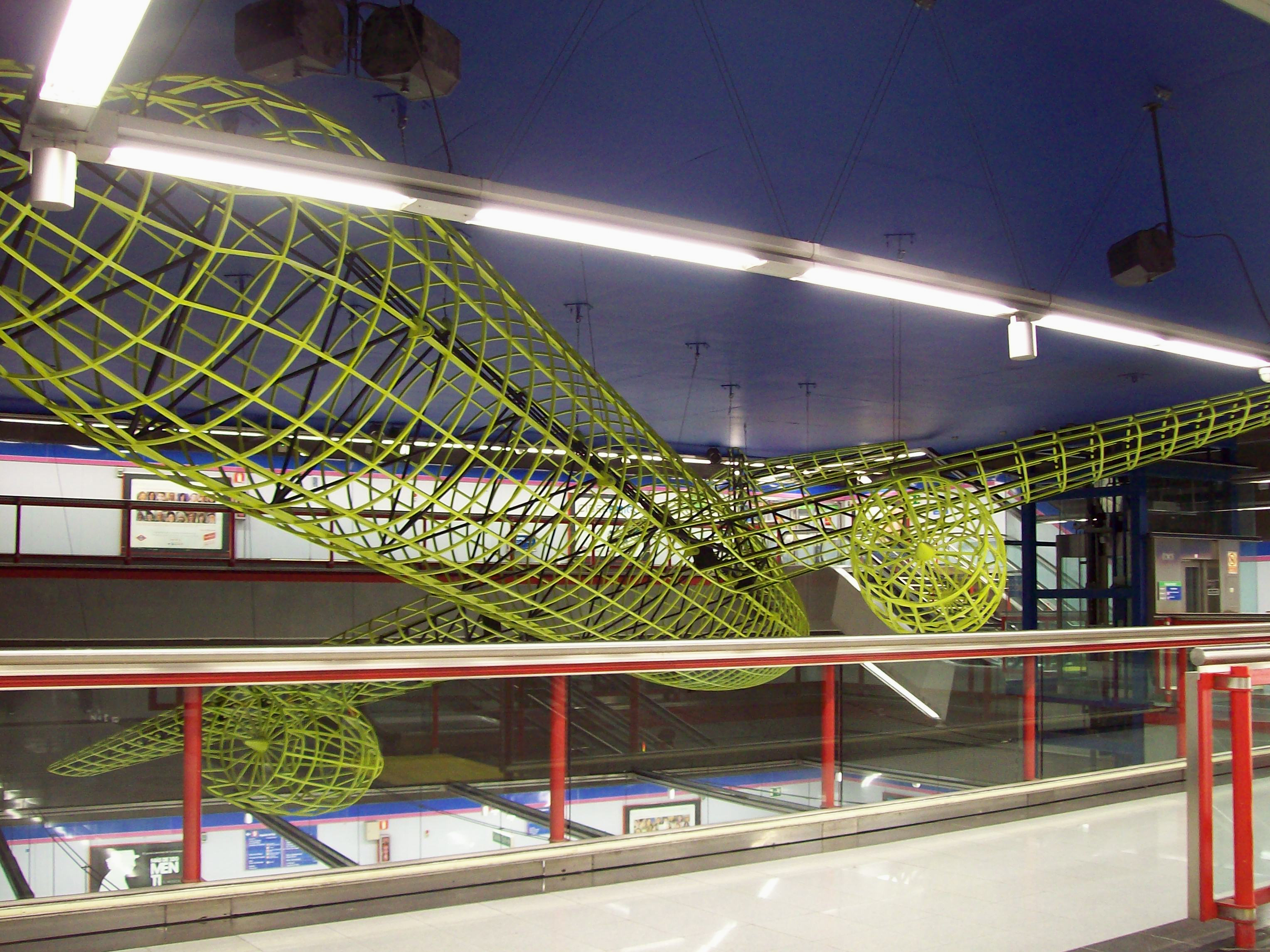
Interior de la estación de Colombia.

### Metro
| << cabecera        | < estación         | línea | estación >    | cabecera >>                                         |
| ------------------ | ------------------ | ----- | ------------- | --------------------------------------------------- |
| Nuevos Ministerios | Nuevos Ministerios |       | Pinar del Rey | Aeropuerto T4                                       |
| Paco de Lucía      | Pío XII            |       | Concha Espina | Arganda del Rey Cambio de tren en Puerta de Arganda |

### Autobuses
| Diurnos   |                          |                                            |
| Línea     | Destino                  | Parada                                     |
| 11        | Barrio Blanco            | 297 REPÚBLICA DOMINICANA                   |
| 40        | Alfonso XIII             | 297 REPÚBLICA DOMINICANA                   |
| 11        | Marqués de Viana         | 314 CHILE (C/ Costa Rica, 7)               |
| 40        | Tribunal                 | 314 CHILE (C/ Costa Rica, 7)               |
| 7         | Manoteras                | 439 COLOMBIA (C/ Príncipe de Vergara, 268) |
| 16        | Avenida de Pío XII       | 439 COLOMBIA (C/ Príncipe de Vergara, 268) |
| 29        | Manoteras                | 439 COLOMBIA (C/ Príncipe de Vergara, 268) |
| 51        | Plaza del Perú           | 439 COLOMBIA (C/ Príncipe de Vergara, 268) |
| 7         | Plaza de Alonso Martínez | 440 COLOMBIA (C/ Príncipe de Vergara, 268) |
| 16        | Moncloa                  | 440 COLOMBIA (C/ Príncipe de Vergara, 268) |
| 29        | Avenida de Felipe II     | 440 COLOMBIA (C/ Príncipe de Vergara, 268) |
| 51        | Sol / Sevilla            | 440 COLOMBIA (C/ Príncipe de Vergara, 268) |
| 87        | Las Cárcavas             | 4951 REPÚBLICA DOMINICANA (Cabecera)       |
| Nocturnos |                          |                                            |
| Línea     | Destino                  | Parada                                     |
| N1        | Sanchinarro              | 439 COLOMBIA (C/ Príncipe de Vergara, 268) |
| N1        | Plaza de Cibeles         | 440 COLOMBIA (C/ Príncipe de Vergara, 268) |